# ريبيكا لونغ بيلي
ريبيكا روزان لونغ-بيلي (من مواليد 22 سبتمبر 1979)، هي سياسية بريطانية ومحامية تنتمي إلى حزب العمال، تشغل منصب عضو في مجلس العموم عن دائرة سالفورد (وسابقًا سالفورد وإكليس) منذ عام 2015. شغلت مناصب في حكومة الظل تحت قيادة جيريمي كوربن، حيث عملت أولًا كوزيرة ظل مساعدة للخزانة بين عامي 2016 و2017، ثم كوزيرة ظل للأعمال من 2017 حتى 2020. ومنصب وزيرة ظل للتعليم من أبريل حتى يونيو 2020 تحت قيادة كير ستارمر.
انتُخبت لونغ-بيلي عضوًا في البرلمان خلال الانتخابات العامة لعام 2015. وبعد فوز جيريمي كوربن في انتخابات زعامة حزب العمال في نفس العام، عُيّنت كوزيرة ظل مساعدة في وزارة الخزانة، ورُشّحت لعضوية اللجنة التنفيذية الوطنية لحزب العمال.
ترشّحت لونغ-بيلي في انتخابات زعامة حزب العمال لعام 2020، وحلّت في المركز الثاني خلف كير ستارمر.
في يوليو 2024، علقت عضوية لونغ-بيلي لمدة ستة أشهر، إلى جانب ستة نواب آخرين من تيار اليسار في حزب العمال، بسبب تصويتهم لصالح تعديل مقترح من الحزب الوطني الاسكتلندي على خطاب العرش في افتتاح البرلمان لعام 2024، يدعو إلى إلغاء الحد الأقصى لمخصصات الطفلين.